# Cobalopsis
Cobalopsis is een geslacht van vlinders van de familie dikkopjes (Hesperiidae), uit de onderfamilie Hesperiinae.

## Soorten
- C. autumna (Plötz, 1883)
- C. brema Bell, 1959
- C. catocala (Herrich-Schäffer, 1869)
- C. cocalus (Hayward, 1938)
- C. dagon Evans, 1955
- C. latonia Schaus, 1913
- C. miaba (Schaus, 1902)
- C. nero (Herrich-Schäffer, 1869)
- C. potaro (Williams & Bell, 1931)
- C. prospa Evans, 1955
- C. venias (Bell, 1942)
- C. vorgia (Schaus, 1902)
- C. zetus (Bell, 1942)